# Lycodes esmarkii
Lycodes esmarkii es una especie de pez de la familia de los Zoarcidae en el orden de los perciformes.

## Morfología
Los machos pueden llegar a alcanzar los 75 cm de longitud total.

## Alimentación
Come ofiuroïdeus.

## Hábitat
Es un pez de mar y de aguas profundas que vive entre 251- 1090 m de profundidad.

## Distribución geográfica
Se encuentra en el Atlántico norte: el Canadá, las Islas Feroe, Groenlandia, Islandia, Noruega, la Gran Bretaña. y els Estados Unidos.

## Observaciones
Es inofensivo para los humanos.